# Karim Ziani
Karim Ziani (Sèvres, 17. kolovoza 1982.) bivši je alžirski nogometaš. 